# فورکا
فورِکا یک شرکت خصوصی فنلاندی پیش‌بینی وضع هوا و بزرگ‌ترین در نوع خود در کشورهای اسکاندیناوی است که دفتر آن در اسپو قرار دارد.
فورکا در ابتدا در سال ۱۹۹۶ با نام خدمات آب و هوای فنلاند تأسیس شد. در سال ۲۰۰۱ نامش برای گسترش بین‌المللی به فورکا تغییر یافت. فورکا نرم‌افزاری رایگان برای ارائهٔ وضع کنونی آب و هوا و پیش‌بینی ده روزه برای ویندوز ۱۰، آی‌اواس و اندروید ایجاد کرده‌است. این خدمات بر اساس داده‌های مرکز اروپایی پیش‌بینی میان‌مدت وضع هوا عمل می‌کند.